# Louis Alloing
Pour les articles homonymes, voir Louis Alloing (chanoine) et Alloing.
Pour l’article ayant un titre homophone, voir Louis Alloin.
 (novembre 2018).
Louis Alloing est un dessinateur de bande dessinée et illustrateur de nationalité française, né à Rabat (Maroc) en 1955.

## Biographie
Après des études d'arts graphiques à Marseille et Paris, Louis Alloing commence sa vie professionnelle dans la publicité, où il devient directeur artistique. En 1990, il se réoriente vers le secteur de la littérature de jeunesse, où il se consacre au dessin de bande dessinée - ce qui répond chez lui à une passion ancienne pour le genre - et à l'illustration d'ouvrages pour enfants. Il débute dans les publications du groupe Bayard, puis travaille pour plusieurs autres éditeurs dont Hachette Livre, Lito, Père Castor-Flammarion et Milan.
En tant que dessinateur, Louis Alloing a notamment à son actif les huit tomes de la série Les Aventures des Moineaux, sur scénario de Rodolphe. En 2005, il sort du cadre spécialisé des ouvrages pour la jeunesse avec la publication de Dans la secte (éd. La Boîte à bulles) : inspiré par le récit vécu d'une amie, scénarisé par Pierre Henri, traité en bichromie, ce roman graphique reçoit le prix Région Centre au festival de Blois 2005, pour sa portée citoyenne[source insuffisante]. Louis Alloing a depuis assuré le dessin des derniers albums de la série Marion Duval, créée par Yvan Pommaux. Il a par ailleurs poursuivi l'illustration des aventures de Plume le pirate, écrites par Paul Thiès.

## Œuvre

### Albums de bande dessinée
En tant que dessinateur
Le secret d'Omagoo - Une aventure d'Archie Mc Combers, éd. Le Lézard, 1992
- Demain (scénario de Rodolphe et de Leo), éd. Delcourt, 2022  (ISBN 978-2413038832)
- La Marque Jacobs (scénario de Rodolphe), éd. Delcourt, 2012  (ISBN 978-2-7560-2476-9)
- Série Marion Duval (sauf mention contraire, scénario d'Yvan Pommaux ; couleurs de Jeanne Pommaux), aux éditions Bayard :
  - tome 21, Mystère au Pré-Chabert (scénario de Pascale Bouchié ; d'après Yvan Pommaux), 2012  (ISBN 978-2747039789)
  - tome 20, La Clandestine, 2011  (ISBN 978-2747035392)
  - tome 19, Un parfum d'aventure (scénario de Philippe Poirier ; d'après Yvan Pommaux), 2010  (ISBN 978-2747030649)
  - tome 18, Les disparues d'Ouessant (scénario de Philippe Poirier ; d'après Yvan Pommaux), 2009  (ISBN 978-2747027649)
  - tome 17, Alerte en classe verte, 2008  (ISBN 978-2747023580)
  - tome 16, Photo fatale, 2006  (ISBN 978-2747021395)
- « Saint Martin » (scénario de Benoît Marchon) in Les chercheurs de Dieu, tome 15, Bayard, 2006  (ISBN 978-2747016766)
- Dans la secte (scénario de Pierre Henri), La Boîte à bulles, coll. « Contre-cœur », 2005  (ISBN 978-2849530092)
- Série Les Aventures des Moineaux (scénario de Rodolphe), 8 tomes, Bayard, coll. « Astrapi », 1998-2003
- « Marie Guyart » (scénario de Benoît Marchon) in Les chercheurs de Dieu, tome 11, Bayard, 1999  (ISBN 978-2227611108)

En tant que coloriste
- La Menace d'Anubis (scénario de Jean-Louis Fonteneau, dessins de Michel Durand), Éditions Narratives, coll. « Pfizer », 2001  (ISBN 978-2914656009)

### Littérature illustrée
- Série Plume le pirate (texte de Paul Thiès), 7 tomes, Père Castor-Flammarion, 2003-2008
- Série Un refuge pour les animaux (texte de Christine Féret-Fleury), 8 tomes, Père Castor-Flammarion, coll. « Castor Poche », 2004-2007
- Trotinette a disparu ! (texte de Marie-Sabine Roger), Lito, coll. « J'apprends à lire avec les images », 2006  (ISBN 2-244-42321-2)
- La loi du plus fort (texte d'Hervé Mestron), Bayard, coll. « J'aime lire Plus », 2006  (ISBN 978-2747020008)
- Étrange cambrioleur (texte de Marc Séassau), Lito, coll. « Les Poches illustrés », 2005  (ISBN 978-2244458380)
- Rentrée sur Galata (texte de Jean-Pierre Courivaud), Bayard, coll. « Mes premiers J'aime lire », 2005  (ISBN 978-2747015776)
- Père Noël cambrioleur (texte de Marc Séassau), Lito, coll. « Moi, j'aime les romans », 2004  (ISBN 2-244-45826-1)
- Sauvons le Père Noël ! (texte d'Emmanuel Trédez), Père Castor-Flammarion, coll. « Castor Benjamin », 2003  (ISBN 978-2081616424)
- Série Jean Quête, détective privé (texte de Coleen Barton, trad. Florence Mortimer), 2 tomes, Hachette, coll. « Le Livre de Poche Jeunesse », 2002
- La nuit de la chauve-souris (texte d'Amélie Cantin), Milan, coll. « Poche Cadet », 2001  (ISBN 2-7459-0410-8)
- « Dans la gueule du loup » (texte de Jean-Marc Ligny) in Je bouquine no 167, Bayard, janvier 1998

## prix
- 2005 :  Prix Région Centre-Val-de-Loire pour Dans la secte